# Goudgele nachtzwaluw
De goudgele nachtzwaluw (Caprimulgus eximius) is een vogel uit de familie van de nachtzwaluwen (Caprimulgidae).

## Verspreiding en leefgebied
De broedgebieden van de goudgele nachtzwaluw liggen in halfwoestijnen waar de grond dezelfde licht okere kleur heeft in landen van Noord- en Midden-Afrika zoals Tsjaad, Mali, Mauritanië, Niger, Senegal en Soedan.
De soort telt 2 ondersoorten:
- C. e. simplicior: van zuidelijk Mauritanië tot noordelijk Kameroen.
- C. e. eximius: westelijk en centraal Soedan.

## Status
De goudgele nachtzwaluw heeft een groot verspreidingsgebied en daardoor is de kans op uitsterven gering. De grootte van de populatie is niet gekwantificeerd. De vogel is overal schaars en plaatselijk zeldzaam, maar er is geen aanleiding te veronderstellen dat de soort in aantal achteruit gaat. Om deze redenen staat deze nachtzwaluw als niet bedreigd op de Rode Lijst van de IUCN.